# Jdamirovski
Jdamirovski (en rus: Ждамировский) és un poble (un possiólok) de l'óblast de Tula, a Rússia, segons el cens del 2010 tenia 105 habitants.